# الاعتراف القانوني بالعلاقات المثلية في رومانيا
لا تسمح رومانيا بزواج المثليين أو الاتحادات المدنية، رغم أنها تعترف بحق الإقامة للأزواج المثليين إذا كان أحد الشريكين مواطناً في الاتحاد الأوروبي.
لا يعرف دستور رومانيا الزواج مباشرة، ولكن المادة 48 من الدستور يحدد الزواج بين «الزوجين» كأساس للأسرة.
ونتيجة لقرار صادر عن محكمة العدل الأوروبية في يونيو/حزيران 2018، يجب الاعتراف بالأزواج المثليين المتزوجين من مواطني الاتحاد الأوروبي بغرض حق الإقامة في رومانيا.

## تاريخ

### الحملة الانتخابية في عام 2004
قال الرئيس الروماني السابق ترايان باسيسكو خلال حملته الانتخابية في أواخر عام 2004 إنه لا يرى أي خطأ في زواج المثليين. في وقت لاحق، استخدم الحزب الديمقراطي الاشتراكي المعارض كلامه هذا ضده خلال الحملة الرئاسية.

### النشاط
دافع المدافع الأساسي عن حقوق المثليين في رومانيا، وهو منظمة أكسبت (بالرومانية: ACCEPT)‏، عن حقوق الشراكة للشركاء المثليين وكذلك زواج المثليين في رومانيا. أطلقت المنظمة حملة لتشريع الاتحادات المدنية المثلية في رومانيا خلال فخر بوخارست 2006، الذي استمر من 30 مايو إلى 4 يونيو، وتم تنظيمه تحت شعار «زواج المثليين والاتحادات المدنية في رومانيا». أثار هذا الحدث جدلاً واسع النطاق حول هذه القضية في وسائل الإعلام. ونظم ناشطو المثليات والمثليين ومزدوجي التوجه الجنسي والمتحولين جنسيا من «أكسبت» مناقشة عامة وندوة حول الاتحادات المدنية المثلية في 31 أيار/مايو، ودعوا الحكومة إلى توفير الزواج أو على الأقل الشراكة المسجلة للشركاء المثليين، وتقديم مساعدتها في صياغة اقتراح تشريعي.
وفي 31 مايو / أيار 2006، صرّح رومانتسا إورداش، رئيس أكسبت، بأن «المادة 200 [القانون الأخير المعادي للمثليين] قد أُلغيت، لكننا [مجتمع المثليين] لا نزال لا نتمتع بحقوق متساوية، على الرغم من أن الدستور يضمن ذلك.» قال المتحدث باسم أكسابت، فلورين بوهونكينو، أن «ضمان المساواة في الحقوق من خلال الاعتراف زواج المثليين... هو مجرد خطوة إلى الأمام.»
أقيم أول زواج مثلي ديني في رومانيا في 5 حزيران 2006، في أعقاب فخر بوخارست، عندما قام فلورين بوهونكينو، المدير التنفيذي لأكسابت بالزواج، بشريكه لمدة أربع سنوات الاسباني. كانت كنيسة متروبوليتان المجتمعية في بوخارست، وهي طائفة دولية تعترف بالاتحادات المثلية وتدعم حقوق المثليين، وهو زواج رمزي الذي لا يتمتع بوضع قانوني في رومانيا. تزوج الزوجان رسميا في وقت لاحق من عام 2006، في زواج مدني في إسبانيا، حيث زواج المثليين قانوني.

### الحظر القانوني على زواج المثليين
في 13 فبراير/شباط 2008، صوت مجلس الشيوخ في رومانيا لصالح تعديل القانون المدني، الذي اقترحه حزب رومانيا الكبرى، ليحدد بوضوح الزواج بأنه رجل بين رجل وامرأة فقط. في السابق، كان القانون يستخدم فقط عبارة «بين الزوجين». تمت الموافقة على التعديل بأغلبية 38 صوتًا لصالح، مقابل 10 أصوات ضد وامتنع 19 عضوًا بمجلس الشيوخ عن التصويت (38-10-19). لم يتم التصويت عليه في مجلس النواب، ومع إجراء انتخابات جديدة في نهاية ذلك العام، اسقط التشريع.
في مايو 2009، تم اقتراح قانون مدني جديد من قبل الحكومة. وقررت اللجنة الفرعية البرلمانية المسؤولة عن القانون المدني تعديل تعريف الزواج، مشيرة صراحة إلى أنه يجب أن يكون «بين رجل وامرأة». وعلاوة على ذلك، صدر تعديل ينص على أن الدولة الرومانية لن تعترف بزواج المثليين الأجنبي.
وتنص المادة 259 (1) من القانون المدني على أن الزواج هو «الاتحاد المتفق عليه بحرية بين رجل وامرأة واحدة». بالإضافة إلى ذلك، تؤكد المادة 277 (1) من القانون على أن «يُحظر زواج المثليين.»

## حكم محكمة العدل الأوروبية 2018
في عام 2018، قضت محكمة العدل الأوروبية لصالح رجل روماني أدريان كومان، الذي كان يسعى للاعتراف بزواجه من زوجه الأمريكي كلاي هاميلتون. وقد تزوجا في عام 2010 في بلجيكا، حيث أصبح زواج المثليين قانونيًا منذ عام 2003. يسمح قانون الاتحاد الأوروبي لزوج من خارج الاتحاد الأوروبي لمواطن من الاتحاد الأوروبي بالانضمام إلى زوجته في الدولة العضو التي يقيم فيها المواطن الأوروبي. ومع ذلك، رفضت السلطات الرومانية لإصدار تصريح إقامة لهاميلتون، قائلا انه لا يمكن الاعتراف به كزوج كومان لأن القانون الروماني يمنع زواج المثليين. رفع الزوجان الدعوى، بحجة أن الرفض كان تمييزًا على أساس التوجه الجنسي، وهو أمر محظور في رومانيا.
استمعت المحكمة الدستورية للقضية في عام 2016 وبعد ذلك قررت استشارة محكمة العدل الأوروبية في هذا الشأن. بدأت محكمة العدل الأوروبية الاستماع للقضية في نوفمبر 2017. في يناير عام 2018، نصح المحامي العام ملكيور واثليت للمحكمة بالحكم لصالح الزوجين:
آراء المدعي العام ليست ملزمة قانونيا ولكن تتبعها المحكمة عادة.
حكمت محكمة العدل الأوروبية لصالح الزوجين في 5 يونيو 2018، قائلة بأن الدول الأعضاء في الاتحاد الأوروبي قد تختار ما إذا كانت ستسمح بزواج المثليين أم لا، لكن لا يمكنها عرقلة حرية إقامة مواطن من الاتحاد الأوروبي وزوجه. وعلاوة على ذلك، قضت المحكمة بأن مصطلح «الزوج» محايد جنسانياً، وأنه لا يعني بالضرورة وجود شخص مغاير. رحب كومان بالحكم قائلاً: «يمكننا الآن أن ننظر في أعين أي مسؤول عام في رومانيا وعبر الاتحاد الأوروبي على يقين من أن علاقتنا ذات قيمة متساوية وذات صلة متساوية لغرض حرية الحركة داخل الاتحاد الأوروبي». وقد حظي الحكم بقبول جيد من قبل وايت أند كيس، شركة المحاماة التي مثلت الزوجين، وكذلك المؤسسة الدولية للمثليين والمثليات ومزدوجي التوجه الجنسي والمتحولين جنسيا وثنائيي الجنس وغيرهم من جماعات حقوق الإنسان، لكنه تلقى انتقادات من جماعات دينية ومحافظة. وصفت الكنيسة الأرثوذكسية الرومانية الحكم بأنه «مناهض للديمقراطية».
-محكمة العدل الأوروبية
في 18 يوليو 2018، حكمت المحكمة الدستورية الرومانية بأن الدولة يجب أن تمنح حقوق الإقامة للشركاء المثليين لمواطني الاتحاد الأوروبي. جاء ذلك بعد أن تقدم الزوجان المذكورين آنفا بطلب للاعتراف بالمحكمة بعد قرار محكمة العدل الأوروبية في الشهر السابق.

## الاتحادات المدنية
لم يتم تشريع الاتحادات المدنية في رومانيا، على الرغم من محاولات عديدة فاشلة في الماضي.

### تاريخ
في 23 فبراير 2008، اقترح بيرت إكشتاين-كوفاكس، عضو البرلمان عن الاتحاد الديمقراطي للمجريين في رومانيا، تشريع الشراكات المسجلة التي من شأنها أن تسمح للشركاء المثليين والشركاء المغايرين غير المتزوجين بالعديد من الحقوق. وقال إن قانون الأسرة الحالي «تم تبنيه قبل أكثر من خمسين عاما، ولم يعد يعكس الواقع الاجتماعي، سواء في حالة المثليين جنسيا أو المغايرين جنسياً». هذه هي المرة الأولى في رومانيا التي دعم فيها سياسي صريح الشراكات المدنية للشركاء المثليين.
في 23 تموز/يوليو 2008، أعاد بيتر إيكشتاين - كوفاكس عرض مشروع قانون الشراكة المدنية في مجلس الشيوخ. ومع ذلك، فشب مشروع القانون في مجلس الشيوخ في أعقاب الانتخابات التشريعية الرومانية عام 2008.
تم تقديم مشروع قانون الشراكة المدنية من قبل النائب الديمقراطي الليبرالي فيوريل أريون في فبراير/شباط 2011. وكان من شأنه أن يوفر للشركاء المثليين والشركاء المغايرين بعض حقوق الزواج. وقد تلقى توصية إيجابية من اللجنة التشريعية لمجلس النواب. ومع ذلك، عارضت الحكومة مشروع القانون، متعللة بأن القانون المدني لا يعترف إلا بشكل من أشكال العلاقة في رومانيا (الزواج بين رجل وامرأة).

### مشاريع قوانين حزب الخضر
في أبريل 2013، أعلن عضو حزب الخضر، ريموس تشيرنيا، أنه سيقدم قانونًا مقترحًا يمنح الشركاء المثليين نفس الحقوق التي يتمتع بها الأزواج المثليين، الأمر الذي أثار ردود فعل عنيفة من معارضي ذلك. وكان من بين أشد الأصوات من السيناتور بويو هاشوتي، الذي وصف المثليين جنسياً بأنهم «مرضى» و «غير طبيعيين»، مما أثار شكوى رسمية قدمتها منظمة حقوق المثليين أكسابت (بالرومانية: ACCEPT)‏ موجهة إلى المجلس الوطني لمكافحة التمييز. في 4 يوليو 2013، قدم تسيرنيا مشروع القانون في مجلس الشيوخ. بعد بضعة أشهر، أصدرت الحكومة الرومانية بيانا يؤكد أنها لن تدعم مشروع القانون، وفي 17 ديسمبر 2013 رفض مجلس الشيوخ مشروع القانون بأغلبية صوتين اثنين لصالحه مقابل 110 صوتا ضده (2-110). في 13 مارس 2014، نصحت لجنة قضائية بالإجماع البرلمان برفض الاقتراح. في 11 يونيو 2014، تم رفض مشروع القانون من قبل مجلس النواب في تصويت 4 أصوات لصالحه مقابل 298 صوتا ضده وامتناع 5 عن التصويت (4-298-5).
في 31 مارس 2015، رفض مجلس الشيوخ اقتراح اتحاد مدني آخر بأغلبية 8 أصوات ضد لصالح مقابل 49 صوتًا ضد وامتناع 3 عن التصويت (8-49-3).

### محاولات التعديل 2019/2018
في أبريل 2018، أعرب ليفيو دراغنيا، رئيس مجلس النواب، عن دعمه للاتحادات المدنية. في 9 أكتوبر 2018، بعد أيام فقط من الاستفتاء الفاشل لحظر زواج المثليين في دستور رومانيا، صرح وزير الشؤون الأوروبية، فيكتور نيغريسكو، بأن مشروع قانون يسمح بالشراكات المدنية قد تم الانتهاء منه وسيتم تقديمه في منتصف أكتوبر. ومع ذلك، في منتصف أكتوبر 2018، ذكرت بعض وسائل الإعلام أن تقديم مشروع القانون قد تأجل، وأن الحزب الديمقراطي الاجتماعي الحاكم ودراغنيا نفسه لم يعد يدعم هذه الفكرة. وفي 29 تشرين الأول/أكتوبر، رفض مجلس الشيوخ مشروع القانون الذي قدمته النائبة المستقلة أوانا بوغجان. في 31 أكتوبر، قدمت مجموعة من 42 نائبًا من أحزاب مختلفة مشروع قانون آخر إلى مجلس النواب.
تم رفض مشروعي قانون اتحاد مدني منفصلين من قبل مجلس الشيوخ في مارس 2019. كان أحد مشروعي القانون سيسمح بالاتحادات المدنية بين الشركاء المثليين والشركاء المغايرين «لغرض إقامة حياة خاصة ومنزل مشترك». دان مشروع القانون الآخر سيقترح حقوقا مشتركة للشركاء تغطي جوانب مثل حقوق الخلافة، والعقوبات ضد العنف المنزلي، والالتزام بدعم الشريك العاجز، والتسهيلات المالية أو المزايا الاجتماعية الممنوحة من الدولة.

## محاولات تعديل الدستور
يتطلب تعديل الدستور الروماني موافقة الشعب من خلال الاستفتاء. حتى عام 2014، كانت الاستفتاءات تقتضي أن تكون نسبة المشاركة 50% صالحة، لكن التغييرات في القانون الانتخابي قللت ذلك لاحقًا إلى 30%.

### محاولة يونيو 2013
في 5 يونيو 2013، صوتت لجنة برلمانية مكلفة بمراجعة الدستور لتشمل التوجه الجنسي كفئة محمية ضد التمييز في الدستور الجديد. صوتت اللجنة نفسها، في اليوم التالي، لتغيير شكل قانون الزواج الحالي، الذي يصف الزواج بأنه «اتحاد توافقي بين الزوجين»، إلى الشكل الأكثر تقييدا، واصفا إياه بأنه «اتحاد بين رجل وامرأة فقط»، وبالتالي حظر زواج المثليين. قال النائب عن حزب الخضر ريموس تشيرنيا، وهو مؤيد قوي لحقوق المثليين، والذي قدم مشروع قانون إلى مجلس الشيوخ من أجل تشريع الاتحادات المدنية، بأن التحرك لحظر زواج المثليين «بوضوح نكسة ديمقراطية؛ رومانيا الآن ينبغي أن تدرج بين أكثر من دول المعادية للمثليين في العالم».
واحتجت عشرات المنظمات غير الحكومية على هذا التحرك وأصدرت بيانا مشتركا يقول فيه إن شرط الحماية يجب أن يبقى في الدستور الجديد:
وقال فلوران بوهوكينو، رئيس المنظمة غير الحكومية المدافعة عن حقوق المثليين، «أكسابت»:
ويعتقد كسابا أستالوس، رئيس المجلس الوطني لمكافحة التمييز، أن التعديلات الجديدة:
في مواجهة سلسلة من ردود الفعل من المجتمع المدني ومنظمات محلية ودولية، مثل أكسابت ومنظمة العفو الدولية، تراجعت اللجنة عن كلا التعديلين.
كان اتحاد انقاذ رومانيا هو الحزب الوحيد الذي يتمتع بتمثيل برلماني تمركز ضد استفتاء محتمل لتعديل التعريف الدستوري للعائلة وحظر زواج المثليين في رومانيا. منذ تأسيسه، حضر العديد من أعضاء الحزب، بمن فيهم النواب وأعضاء مجلس الشيوخ، فخر بوخارست وفخر كلوج نابوكا، على التوالي.

### استفتاء 2018
أعلنت الحكومة عن خطط لإجراء استفتاء في خريف عام 2017، في أعقاب مبادرة المواطنين الناجحة من قبل مجموعة معارضة لزواج المثليين، التحالف لأجل العائلة (بالرومانية: Coaliția pentru Familie)‏، والتي جمعت ما يقدر ب 3 ملايين توقيع لدعم حظر زواج المثليين. وافق مجلس النواب على المبادرة في 9 مايو 2017، في تصويت 232 صوتا لصالح مقابل 22 صوتا ضد (232-22). ومع ذلك، لم يتم إجراء استفتاء في ذلك العام. اقترحت الحكومة مواعيد الاستفتاء مايو ويونيو 2018، على الرغم من هذه مرت دون وقوع أي تصويت. في النهاية، تم تأكيد الاستفتاء في 6 و 7 أكتوبر 2018. قبل أقل من أسبوعين من التصويت، في 27 سبتمبر 2018، قضت المحكمة الدستورية في رومانيا بأنه لدى الشركاء المثليين نفس الحقوق في الخصوصية والحياة العائلية كالأزواج مغايرين جنسياً. وجاء في الحُكم، الذي أشاد به منظمات المثليين، أن الحقوق القانونية والالتزامات يجب أن تكون متساوية بموجب القانون.
ومع ذلك، اقيم الاستفتاء كما كان مخططا له في 6 و 7 أكتوبر 2018. لكنه فشل في المرور حيث بلغت نسبة الإقبال 21.1%، أي أقل بكثير من 30% المطلوبة بموجب القانون. تم تسجيل أقل نسبة إقبال (8.5%) في مقاطعة كوفاسنا. كانت أعلى نسبة إقبال (30.7٪) في مقاطعة سوتشيافا، وهي المقاطعة الوحيدة التي تجاوزت عتبة 30% من نسبة الإقبال.

## وجهات النظر السياسية
مع استثناءات من اتحاد إنقاذ رومانيا وحزب الخضر الروماني، لاتدعم الأحزاب السياسية الرئيسية في رومانيا، سواء في الحكومة أو في المعارضة، صراحة زواج المثليين أو الشراكات المسجلة، ولم تتقترح أي قانون بشأنها، مما أدى إلى جعل النقاش حول هذا قضية في المجال السياسي أكثر تحفظا من المجتمع المدني ووسائل الإعلام.
في 6 يونيو/حزيران 2006، أجرت صحيفة «كوتيديان» مقابلات مع ممثلين عن الأحزاب السياسية الرئيسية الخمسة، طالبتهم بموقفهم من زواج المثليين.
ورفض كرين أنطونيسكو، زعيم الكتلة البرلمانية للحزب الليبرالي الوطني، وهو جزء من التحالف الحاكم، إعطاء رأي رسمي للحزب في هذا الشأن. وبدلاً من ذلك، قال إن "كل من الحزب وأنا قد قدمنا دليلاً على أننا نؤيد الاعتراف بالأقليات الجنسية. غير أنني شخصياً أعارض زواج المثليين". وأعرب زعيم الحزب الديموقراطي، عضو الائتلاف الحاكم الكبير الآخر، بالمثل عن رفضه، حيث قال: "الآن ليست اللحظة المناسبة للحديث عن هذه القضية (زواج المثليين). لدينا الآن أشياء أخرى أكثر أهمية بكثير للقيام بها". فيما يتعلق بالتكامل الأوروبي، دعونا نتكامل أولاً ، ومن ثم يمكننا أن نرى الطريقة التي تتغير بها العقليات، وفي النهاية، سنناقش هذه المسألة ".تم الانضمام إلى الاتحاد الأوروبي في رومانيا في يناير 2007. وقال ليفيو نيكواتسي، رئيس بلدية بوخارست في القطاع 3، أنه "إذا كان هناك قانون [يشرع زواج المثليين]، فسأحترمه . بصفتي رئيس بلدية ، ليس لدي أي خيار آخر، أنا شخصياً أحترم الخيار الجنسي لكل شخص". كان موقف أكبر حزب معارض، الديمقراطيون الاشتراكيون من القضايا الاجتماعية أكثر تحفظًا من موقف الأحزاب الحاكمة، فقد صرح بأنه "لن يشرع ولن يدعم مثل هذا الاقتراح التشريعي". ومع ذلك، أعلن المتحدث الرسمي باسم الحزب أيضًا أن "إجراء مناقشة عامة [حول زواج المثليين] أمر ضروري، لكي نرى بالطريقة التي يمكن بها تحسين المعايير المتعلقة بالحريات الأساسية فيما يتعلق بالأشخاص ذوي الميول الجنسية الأخرى".
كانت المعارضة أوضح للغاية من قبل أكبر حزب يميني قومي، وهو حزب رومانيا الكبرى. وصرح نائب رئيس الحزب أنه «من الواضح أننا لن نبدأ هذا الاقتراح التشريعي، لأننا حزب مسيحي. إن خطيئة السدومية هي واحدة من أكبر الخطايا». كان حزب المحافظين أقل صخبا في معارضته لزواج المثليين، مع أوكتافيان بيتروفيتشي، نائب رئيس قسم بوخارست للحزب، مشيرا عن الشركاء المثليين «انه اختيارهم، وبنفس الطريقة التي نحترم خيار كل مواطن، نحن نحترم اختيار هؤلاء الناس، ومع ذلك، فإن الطريق بعيدًا عن احترام خيار وضع قوانين خاصة، لا تتوافق مع القيم والمبادئ التي يؤكدها حزبنا».
في 27 نوفمبر 2006، تبنت منظمة النساء من حزب المحافظين قرارا يعارض زواج المثليين وتبني المثليين للأطفال. وقد أعلن القرار أن «العائلة هدفها الأساسي هو استمراريتها وسنواصل دعم تطورها، خاصة وأننا سنواجه في المستقبل عملية متطورة من الشيخوخة وانخفاضا كبيرًا في عدد السكان. ونرفض رفضًا قاطعًا تقنين زواج المثليين».
في 10 يونيو 2007، بعد مسيرة فخر بوخارست السنوية، كرر حزب المحافظين موقفه بشأن زواج المثليين، قائلاً: «إن الخيارات الجنسية لكل مواطن يتم قبولها واحترامها في رومانيا، لكن من هنا حتى تبني قوانين خاصة بالأقليات الجنسية طويلة جداً، فنحن ندعم تعريف الزواج على أنه اتحاد بين رجل وامرأة واحدة».

## الرأي العام
وجد استطلاع يوروباروميتر لعام 2015 أن 21% من الرومانيين يؤيدون زواج المثليين. كانت هذه زيادة بنسبة 10% عن عام 2006. وكان الدعم على نطاق الاتحاد الأوروبي 61%.
ووفقًا لاستطلاع أجراه مركز بيو للأبحاث عام 2017، فإن 26٪% من الرومانيين يؤيدون زواج المثليين، بينما عارضه 74% منهم. كانت نسبة معارضة زواج المثليين 66% من قبل من هم في الفئة العمرية مابين 18-34.
وجد استطلاع للرأي أجرته مؤسسة «أي أر إي أس» في ديسمبر 2018 أن 27% من الرومانيين يؤيدون زواج المثليين، بينما يعارضه 72% منهم و 1% منهم لا يعرفون أو لم يجيبوا. أيد 38% من الرومانيين الشراكات المدنية بينما يعارضه 60% و 2% منهم لا يعرفون أو لم يجيبوا.